# Cuneo (California)
Cuneo è una città fantasma degli Stati Uniti d'America situata nella Contea di Kings, nello Stato della California. Si trovava sulla Southern Pacific Railroad a una distanza di circa 6,4 km a nord di Stratford. Cuneo appariva sulle mappe ancora nel 1929.